# Cireggio
Cireggio è un quartiere di Omegna, nella provincia del Verbano-Cusio-Ossola. Fino al 1928, anno nel quale venne unito a Omegna, fu comune autonomo.

## Geografia fisica
Il borgo di Cireggio è ubicato poco a sud-ovest di Omegna, alla base della pendice boscosa con la quale l'altopiano delle Quarne si affaccia sul Lago d'Orta. Il centro abitato è lambito dal torrente Fiumetta.

## Origini del nome
Cireggio deriverebbe da cerasus/cerasum, il nome latino del ciliegio, a causa della molta copia dei ciliegi prosperanti nel suo territorio.

## Storia

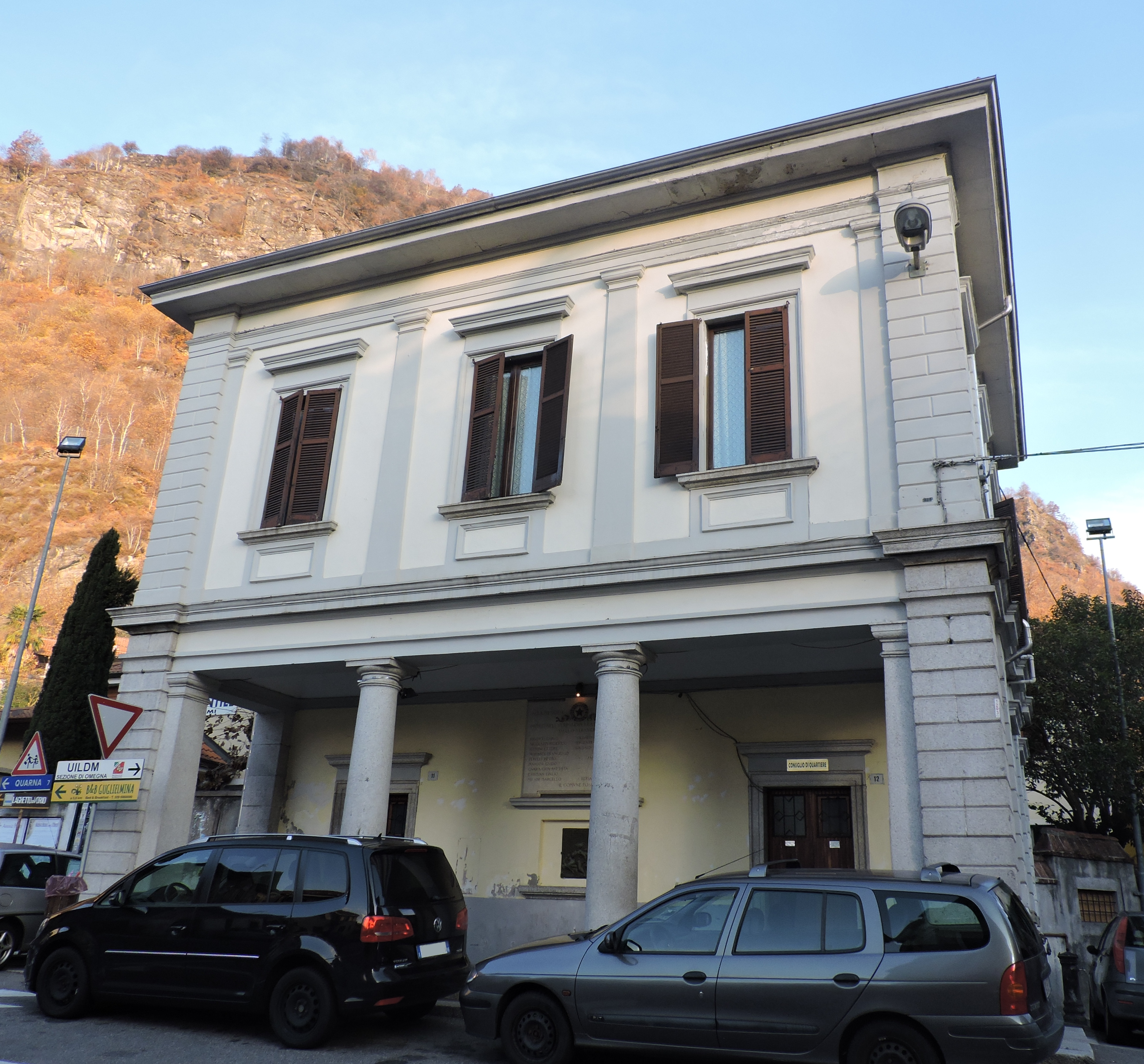
L'ex-municipio

A metà Ottocento Cireggio contava circa 300 abitanti e produceva segale, uve, patate, castagne, noci, altre diverse frutta e poco fieno. Nel 1928, in periodo fascista, perse l'autonomia comunale e venne aggregato ad Omegna. All'inizio del XXI secolo è la frazione più popolosa di Omegna e conta circa 4 000 abitanti. Luca Beltrami, architetto, politico e giornalista, nacque a Milano da famiglia originaria di Cireggio e venne sepolto nel cimitero del paese nel 1933 e traslato poi nel 1985 nel Cimitero Monumentale di Milano..

## Monumenti e luoghi d'interesse
- Parrocchiale di Santa Maria Assunta, recentemente restaurata, che conserva affreschi di fine Cinquecento.[1]